# Iris Völkner
Iris Völkner (16 de octubre de 1960) es una deportista alemana que compitió para la RFA en remo. Participó en los Juegos Olímpicos de Los Ángeles 1984, obteniendo una medalla de bronce en la prueba de dos sin timonel.

## Palmarés internacional
| Juegos Olímpicos | Juegos Olímpicos             | Juegos Olímpicos  | Juegos Olímpicos |
| Año              | Lugar                        | Medalla           | Prueba           |
| ---------------- | ---------------------------- | ----------------- | ---------------- |
| 1984             | Los Ángeles (Estados Unidos) | Medalla de bronce | Dos sin timonel  |